# Annemarie Gerg
Annemarie Gerg (Bad Tölz, 14 giugno 1975) è un'ex sciatrice alpina tedesca.

## Biografia

### Stagioni 1992-1998
Sciatrice originaria di Lenggries, la Gerg debuttò in campo internazionale ai Mondiali juniores di Maribor 1992 e due anni dopo, nella rassegna iridata giovanile di Lake Placid 1994, vinse la medaglia d'argento nella discesa libera e quella di bronzo nel supergigante.
Specializzatasi nelle prove tecniche, in Coppa del Mondo esordì il 27 novembre 1994 nello slalom speciale di Park City, che non completò; il 13 dicembre 1995 a Haus salì per la prima volta sul podio in Coppa Europa classificandosi 3ª in slalom gigante. Ai suoi primi Campionati mondiali, Sierra Nevada 1996, uscì nella seconda manche sia nello slalom gigante sia nello slalom speciale mentre l'anno dopo, nella rassegna iridata di Sestriere, fu 16ª nello slalom speciale e non completò nuovamente lo slalom gigante.

### Stagioni 1999-2007
Ai Mondiali di Vail/Beaver Creek 1999 non finì lo slalom speciale e a quelli di Sankt Anton 2001 fu 13ª nello slalom speciale e non terminò lo slalom gigante. Ai XIX Giochi olimpici invernali di Salt Lake City 2002, suo debutto olimpico, si piazzò 22ª nello slalom gigante e non concluse lo slalom speciale così come, l'anno dopo, ai Mondiali di Sankt Mortiz, dove invece fu 21ª nello slalom gigante.
Nel 2005 disputò i Mondiali di Bormio/Santa Caterina Valfurva, piazzandosi 17ª nello slalom gigante e uscendo nella seconda manche dello slalom speciale, mentre nel 2006 conquistò il suo ultimo podio di carriera in Coppa Europa, il 15 febbraio ad Abetone in slalom gigante (2ª), e disputò i suoi secondi e ultimi Giochi olimpici, Torino 2006, dove fu 7ª nello slalom speciale e non concluse lo slalom gigante.
Nel corso della sua ultima stagione agonistica, 2006-2007, conquistò il suo unico podio in Coppa del Mondo, classificandosi al 2º posto il 21 dicembre nello slalom speciale di Val-d'Isère, e partecipò ai suoi ultimi Mondiali, senza completare lo slalom speciale della rassegna iridata di Åre. La sua ultima gara in carriera fu lo slalom speciale di Coppa del Mondo disputato il 17 marzo 2007 a Lenzerheide, che non completò.

## Palmarès

### Mondiali juniores
- 2 medaglie:
  - 1 argento (discesa libera a Lake Placid 1994)
  - 1 bronzo (supergigante a Lake Placid 1994)

### Coppa del Mondo
- Miglior piazzamento in classifica generale: 35ª nel 2006
- 1 podio:
  - 1 secondo posto

### Coppa Europa
- Miglior piazzamento in classifica generale: 26ª nel 2004
- 8 podi:
  - 4 secondi posti
  - 4 terzi posti

### Nor-Am Cup
- Miglior piazzamento in classifica generale: 20ª nel 2006
- 6 podi:
  - 2 vittorie
  - 1 secondo posto
  - 3 terzi posti

#### Nor-Am Cup - vittorie
| Data             | Località                 | Paese       | Specialità |
| ---------------- | ------------------------ | ----------- | ---------- |
| 1º dicembre 1997 | Winter Park/Breckenridge | Stati Uniti | GS         |
| 29 novembre 2005 | Winter Park              | Stati Uniti | SL         |

Legenda:

GS = slalom gigante

SL = slalom speciale

### Australia New Zealand Cup
- Miglior piazzamento in classifica generale: 13ª nel 2001
- 1 podio:
  - 1 terzo posto

### Campionati tedeschi
- 12 medaglie (dati dal 1995)[1]:
  - 6 ori (slalom speciale nel 1997; slalom speciale nel 1999; slalom speciale nel 2000; slalom gigante, slalom speciale nel 2001; slalom speciale nel 2003)
  - 4 argenti (slalom gigante nel 1999; slalom gigante nel 2003; slalom speciale nel 2004; slalom speciale nel 2005)
  - 2 bronzi (slalom gigante nel 1997; slalom speciale nel 1998)